# 2011年中国秋季洪涝灾害
2011年中国秋季洪涝灾害（2011年川陕豫洪涝灾害）是指2011年8月下旬特别是9月以来因连续阴雨与强降雨天气，发生于川陕豫及其毗连省市洪涝灾害以及以及伴生的地质灾害。进入8月下旬特别是9月份以来，由于持续阴雨天气，四川中东部、陕西中南部、河南大部、甘肃南部和东部、山西南部、山东中西部，以及湖北、云南、贵州、重庆等省市局部地区连续出现三次强降雨。受持续强降雨影响，两江一河流域发生了严重的秋汛，四川、重庆、陕西、湖北、河南等省市40余条河流发生了超警以上洪水，渠江发生100年一遇超历史记录的特大洪水，汉江上游发生20年一遇的大洪水，渭河发生1981年以来最大洪水。这次降雨持续时间长；与往年同期相比，降雨量普遍增大增多，局部地区降雨量甚至达到430—500毫米。长江流域的渠江、乌江下游、汉江上游部分支流以及黄河流域渭河中游等14条河流发生超警以上洪水，截止9月20日8时，三峡大坝水位涨至161.63米，超过汛限水位16.63米；丹江口水库水位涨至155.96米，超过汛限水位3.46米。陕西渭河洪水已过临潼，20日12时华县水位涨至342.43米，超过警戒水位1.93米。持续强降水引发地质灾害，四川、陕西和甘肃出现多处山体滑坡，陕西西安灞桥山体滑坡伤亡超过30多人。截止9月24日10时终止防汛III级应急响应为止，11个省189个县（市）2,340个乡（镇）1,123万人受灾，因灾死亡97人、失踪21人，紧急转移193万人，倒塌房屋17万间，农作物受灾408千公顷，17个县级以上城市受淹，直接经济损失211.15亿元，其中水利设施经济损失27.79亿元。

## 各地灾情

### 四川
从9月16日20时至19日8时的强降雨，四川局部地区最大降雨量超过452毫米，造成秋季入汛以来最严峻洪灾。洪灾已造成10个市州的30个县市区不同程度受灾，因灾死亡18人，失踪16人，紧急转移98.8万人；倒塌民房1.8万户、6.2万间；农作物受灾面积15.9万公顷，绝收面积2.9万公顷。巴中13人死亡10人失踪，其中南江县6人死亡9人失踪，通江县5人死亡1人失踪，巴州区2人死亡。
- 9月17日，凌晨开始巴中、达州市自南向北出现强降雨，巴河、渠江流域水位陡涨[7]。
- 9月18日，凌晨1点30分左右，巴州区惠昌生猪养殖场5000多头生猪被洪水冲散，养殖场至少损失2000万元[8]。
- 9月18日，下午，洪峰过境平昌县，洪水水位306.6米，创1847年以来最高纪录[9]。
- 9月19日，下午2时30分，洪水通过渠县县城，达到25.5米水位高度，县城三分之二遭受洪水侵袭[10]。
- 9月19日，重庆人罗明彪不慎（四川）岳池县自赛龙镇跌入水中，于（重庆）合川区香龙镇金龙村获救[11]。
- 9月20日，渠县县城区80%及27个场镇被淹；万源市52个乡镇不同程度受灾[12]。

### 陕西
9月1日至18日，陕西省平均降水量244.6毫米，为1961年以来历史同期最多值。截至21日上午10时，共有441.25万人受灾，因灾死亡50人，失踪8人，紧急转移安置48.55万人，农作物绝收面积25.63千公顷，直接经济损失57.28亿元。
- 9月17日，西安市灞桥区发生大面积山体滑坡，截至21日17时，确认已造成27人死亡，仍有5人失踪[14]。
- 9月17日，23时40分，宝鸡市金台区罗家塄村发生山体滑坡，罗家塄村5组一农户2人被埋被救后死亡。
- 9月18日，早上6时许，宝鸡市金台区金台村发生塌方，3人被埋后成功救出[15]。
- 9月20日，8时30分许，宝鸡县晁峪乡固川村旁发生大面积山体滑坡，5名村民被埋后全部被救出，3人死亡[16]。

### 河南
9月份以来，河南省出现少见的阴雨天气。伊洛河、白河、沙河、丹江等先后出现洪水过程。其中伊洛河较严重，但没达到汛期限制水位，无太大威胁。黄河三门峡段流量达到5100立方米每秒，小浪底水库也已超过汛限水位；黄河花园口站流量为3120立方米每秒，属安全范围。 河南省有7万人受灾，共转移安置1500人，直接损失1.4亿元，山体滑坡导致8人死亡。 
- 9月12日，晚上，长济高速公路山西河南交界K287+080处煤窑河大桥附近发生了山体滑坡（京华网[永久]）。
- 9月18日，因连续降雨，河南境内陇海铁路，下行线出现行车中断，造成大面积列车晚点[18]。
- 9月19日，因连日降雨，夜晚12时许，连霍高速公路洛阳段K733公里处的人行天桥发生坍塌，未造成人员伤亡[19]。

### 甘肃
9月14日至19日，陇南两当县、徽县连降中到大雨，316国道K2393+700处（高嘴子）发生严重山体滑坡，路基整体塌陷，交通中断。9月18日上午，沉陷路段开始出现滑坡迹象，到19日，路基继续下沉，沉陷最大深度达2.9米道；全省出现多处山体滑坡。
- 9月12日，17时许，310国道天水市麦积区潘集寨大桥东约100米牛北公路处发生山体滑坡，无人员伤亡[21]。
- 9月17日，凌晨5时许，天水市麦积区新阳镇赵庄村北面五龙沟山体滑坡，垮塌土方约40万立方米，灾害导致赵庄村360亩耕地和40亩果园被毁，无人员伤亡报道[22]。

## 其他地区
- 9月18日，湖南省新宁县遭受洪涝，造成6900余人受灾，4人死亡（页面存档备份，存于）。
- 9月19日，青海省河南蒙古族自治县遭受洪涝灾害，造成1人死亡（页面存档备份，存于）。
- 9月20日，下午，重庆市嘉陵江洪峰过境，二餐饮船相撞，2名失踪，其余被救（（页面存档备份，存于））。